# Belvedere (Neubrandenburg)

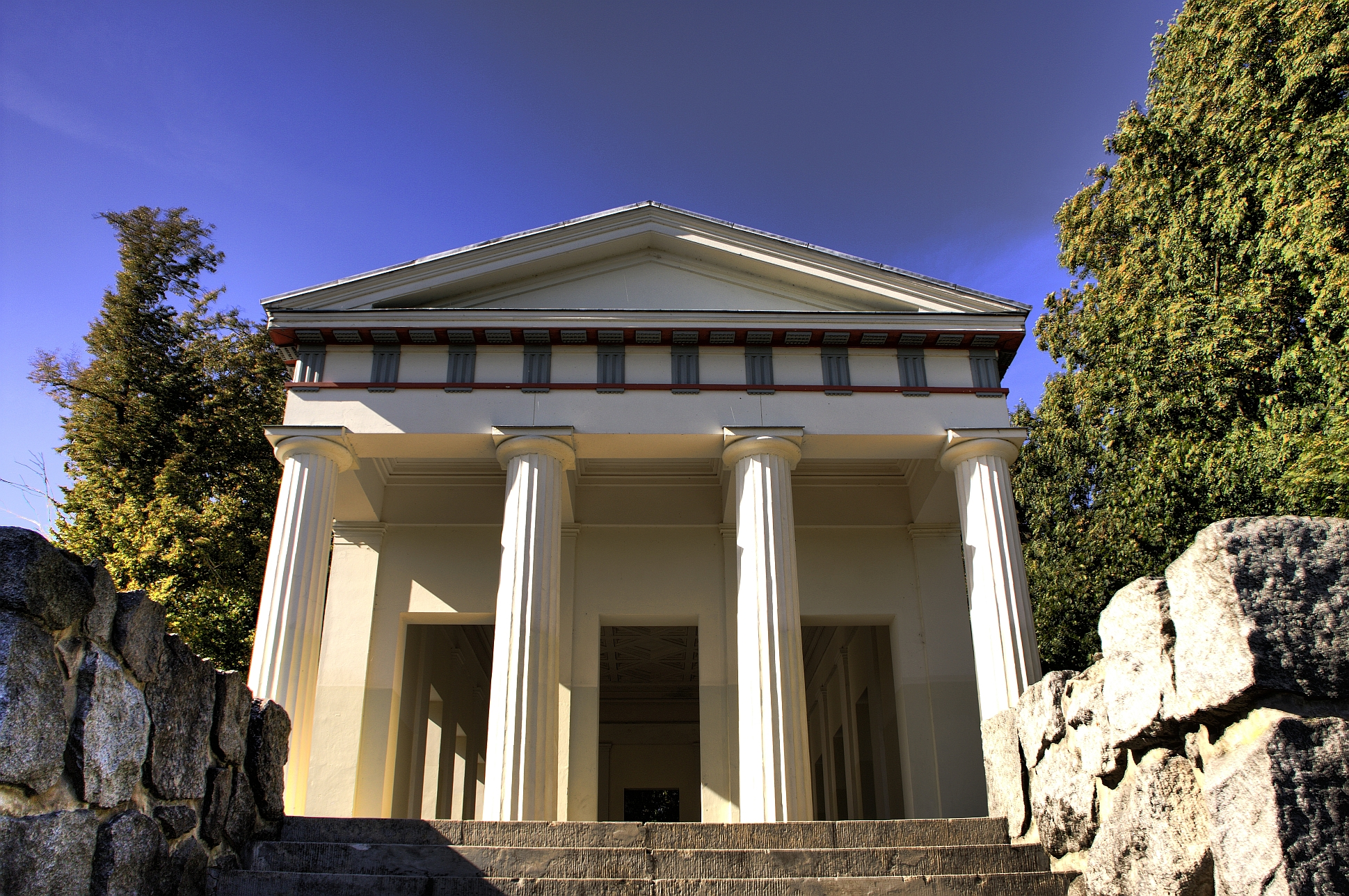
Das Belvedere von der Seeseite

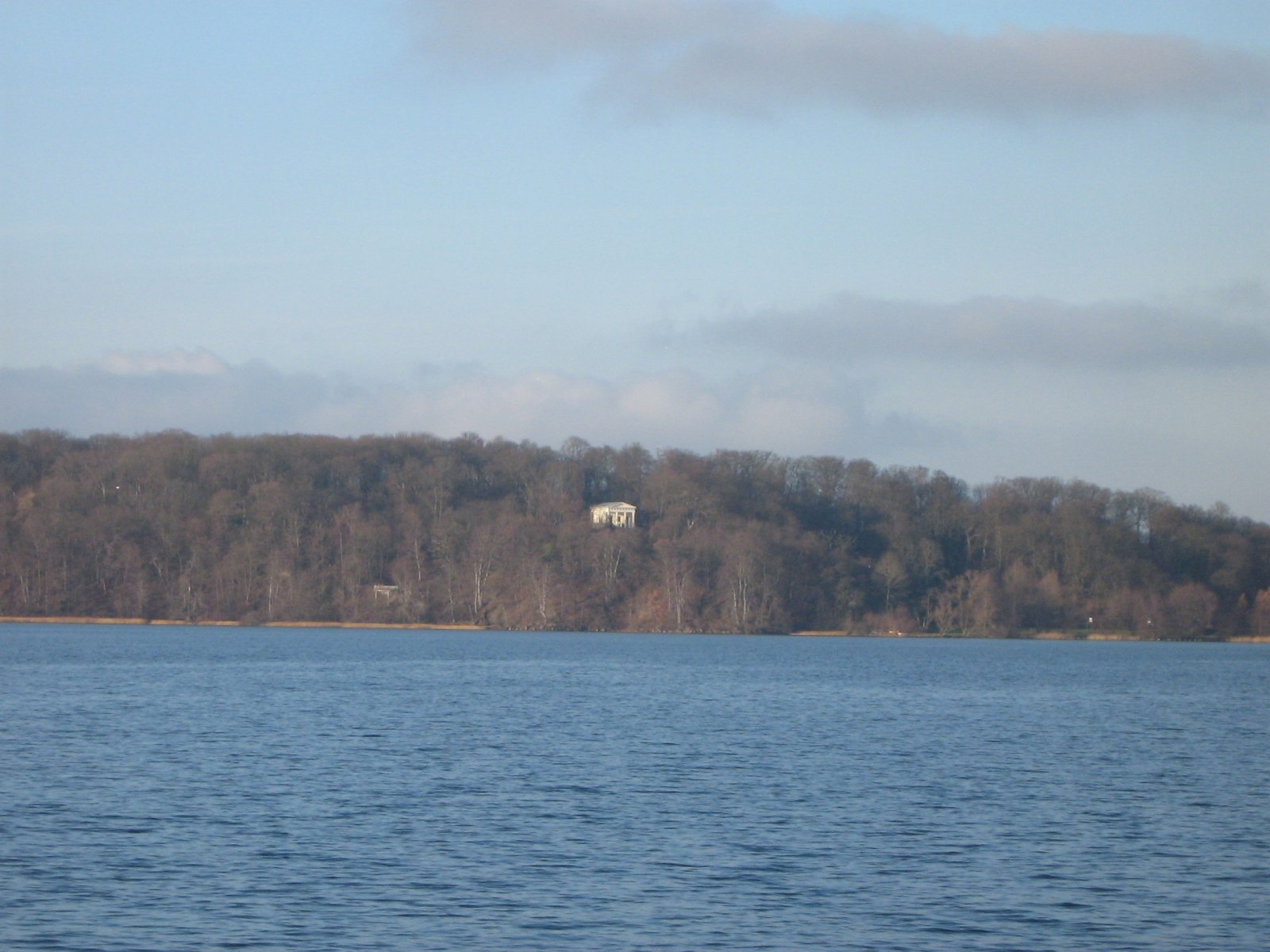
Das Belvedere über dem Tollensesee

Das Belvedere in Neubrandenburg ist ein Aussichtspunkt oberhalb des nordwestlichen Steilufers des Tollensesees. Über den Tollensesee herüber schimmern vom westlichen Ufer die an einen griechischen Tempel erinnernden Konturen.
Herzog Adolf Friedrich IV. ließ 1775 auf den Höhen südlich des Dorfes Broda in Fachwerkbauweise ein Sommerhaus errichten und nannte es Belvedere (schöne Aussicht), nachdem er auch schon das Neubrandenburger Schauspielhaus und das Stadtschloss (Palais) hatte errichten lassen. Dieses Haus, welches auch der ersten Neubrandenburger Freimaurerloge Zum gekrönten goldenen Greif Heimstatt bot, wurde später abgetragen und als Logenhaus in der Beguinenstraße in Neubrandenburg wieder aufgebaut.
An Stelle des alten Belvederes ließ Großherzogin Marie 1823 durch den Baumeister Friedrich Wilhelm Buttel als Ausflugsziel für ihre Töchter Luise und Caroline ein neues Haus in Form eines griechischen Tempels errichten. Der rechteckige Putzbau erhielt die Gestalt eines dorischen Prostylos.
1934/35 erfolgte der Umbau des Belvederes durch Heinrich Tessenow zu einer Gedenkstätte für die Gefallenen des Ersten Weltkrieges, die heute jedoch nicht mehr besteht. 1994 bis 1996 wurde das Gebäude umfangreich restauriert. Vom Belvedere hat man einen weiten Blick über den Tollensesee.

## Zugang
Vom Strandbad Broda an der Nordspitze des Tollensesee führt ein ausgeschilderter Wanderweg an das nordwestliche Seeufer, von dem ein Treppenweg durch das Steilufer zum Belvedere hinaufführt.